# Terran Trade Authority
 (août 2019).
Le Conseil commercial terrien (Terran Trade Authority) est un univers fictif de science-fiction initialement présenté dans une collection de quatre grands livres illustrés publiés entre 1978 et 1980. Cette série a été écrite par Stewart Cowley.
Ces quatre livres formaient un univers de space-opera décrivant une histoire future de l'expansion de l'humanité dans la galaxie, présentés sous la forme de manuels officiels par l'organisation qui lui a donné son nom. Cependant, les livres contiennent parfois des informations contradictoires (par exemple, la nature de la technologie FTL précoce). 
Souvent, l'univers décrit par ces livres est nommé en anglais « TTA Verse » et les livres « TTA Books ». En français, on les connaît généralement comme Les Vaisseaux de l'espace 2000-2100.
Comparé à d'autres contextes de science-fiction, le TTA Verse semble optimiste quant à la place de l'homme dans l'univers, bien que des éléments de violence et d'autoritarisme apparaissent dans les livres. Il dégage un fort sentiment d'émerveillement et d'aventure, inhérent au genre du space opera, mais aussi à l'inclusion de mystérieux engins extraterrestres et d'incidents laissés inexpliqués par l'auteur. 

## Structure de l'univers
Selon la chronologie originale de la série, les humains - ou Terrans - sont devenus une espèce astropérégrine au début du XXIe siècle, avec le développement du générateur de distorsion DeVass. Son fonctionnement est décrit comme une manière de tordre l'espace, qui rapproche les espaces locaux de l’origine et de la destination d'un saut, permettant ainsi à un navire de passer de l'un à l'autre sans franchir la distance qui les sépare. 
Dans cette histoire future, après une exploration des systèmes stellaires proches du Soleil, un contact a été établi avec les habitants du système stellaire Alpha Centauri (les « Alphans »), avec lesquels les Terrans sont rapidement devenus amis et alliés. La deuxième rencontre extraterrestre a été celle des « Proximiens », originaires de Proxima Centauri et ennemis de longue date des Alphans. Elle s'est soldée par la « guerre de Proxima », qui a duré deux décennies. Lors de cette guerre, la technologie spatiale a fait de nombreux progrès, donnant lieu à la conceptions de nombreux vaisseaux spatiaux présentés dans les livres, et facilitant la colonisation ultérieure de nombreuses planètes.

## Série Classique
Les quatre livres originaux sont : 
- Les vaisseaux de l'espace de l'an 2000 à l'an 2100 (de Stewart Cowley, 1978)
- Les grandes batailles de l'espace (de Stewart Cowley et Charles Herridge, 1979)
- Les épaves de l'espace (de Stewart Cowley, 1979)
- Les longs-courriers de l'espace (par Stewart Cowley, 1980)

En outre, les ouvrages Les vaisseaux de l'espace de l'an 2000 à l'an 2100 et Les grandes batailles de l'espace ont été rassemblés et publiés sous le nom de Spacebase 2000 (1984). Tous les livres sont actuellement[Quand ?] épuisés, mais peuvent souvent être trouvés sur des sites d'enchères ou chez des libraires d'occasion. 
De grandes illustrations en couleur couvrent au moins la moitié des pages de chaque livre. La plupart de ces illustrations sont des réimpressions de couvertures de livres, ce qui explique pourquoi elles ne sont parfois pas parfaitement cohérentes les unes avec les autres. 
Toutes les illustrations ont été réalisées par de célèbres peintres de science-fiction tels que Jim Burns, Alan Daniels, Peter Elson, Fred Gambino, Colin Hay, Robin Hiddon, Bob Layzell, Angus McKie, Chris Moore, Tony Roberts et Trevor Webb. 

### Les vaisseaux de l'espace de l'an 2000 à l'an 2100
Ce livre couvre les événements entourant l'ère de la guerre Proximienne et ses descriptions sont écrites dans ce contexte. Il est présenté comme un guide de reconnaissance d’aéronefs, entièrement constitué de descriptions d’engins spatiaux, relatant leurs performances, le cas échéant leur rôle dans la guerre et parfois leur histoire dans l'après-guerre, sachant que tous les navires ne sont pas militaires. Le livre se termine par une section sur des observations d'engins d'origine inconnue.

### Les grandes batailles de l'espace
Cet ouvrage est divisé en deux parties : 
- La guerre de Laguna : un court roman sur une guerre interstellaire entre la Terre et Laguna (Beta Hydri) en 2219.
- Un ensemble de nouvelles indépendantes, portant principalement sur l'exploration de planètes dangereuses et sur des conflits mineurs.

Contrairement aux vaisseaux de l'espace, ce livre est fait de récits et non de descriptions individuelles de vaisseaux spatiaux. Cela pose quelques problèmes, car les illustrations d'une même histoire peuvent manquer de cohérence. 

### Les épaves de l'espace
A l'image de la deuxième partie des Grandes batailles, ce livre est un recueil de nouvelles sans rapport entre elles, si ce n'est le thème général des planètes dangereuses et des catastrophes spatiales. Les récits étant courts, ils ne comportent généralement qu'une seule illustration, ce qui évite le problème de cohérence entre les illustrations d'un même récit. 

### Les longs-courriers de l'espace
Ce quatrième ouvrage revient au format du premier, à savoir une liste illustrée de descriptions de vaisseaux spatiaux. Cependant, se situant dans une période de paix, il est centré sur des compagnies commerciales offrant des vols vers des planètes exotiques, narrant leur histoire à travers celle des vaisseaux qu'elles utilisent.

## Série révisée
À la fin de 2005, les droits de publication de versions mises à jour des livres avaient été concédés à tort par Hamlyn, l'éditeur original, à Morrigan Press. Morrigan, éditeur de JdR (jeux de rôle), avait l'intention de mettre à jour la série et de lancer un jeu dans le TTA Verse. Malheureusement, juste avant la sortie du premier livre, Cowley informa Morrigan que les droits lui avaient été restitués vers 1990, rendant ainsi la licence de Hamlyn nulle et non avenue. Cependant, Cowley a soutenu leurs efforts pour produire une nouvelle version et un nouvel accord a été négocié. 
L'accord de licence prévoyait le droit de mettre à jour et de réimprimer le texte et les schémas des livres originaux, ainsi que de reproduire les illustrations originales, mais les droits sur les peintures elles-mêmes n'étaient pas disponibles. La série révisée incluait donc des œuvres de nouveaux artistes, à la fois des images directement inspirées des illustrations classiques et d'autres entièrement originales, en utilisant un mélange d'imagerie 3D et de médias traditionnels. 
La série révisée était divisée en deux gammes distinctes : les livres d'art dans la veine de la série classique et le Jeu de Rôle. Dans certains cas (par exemple, Local Space par rapport au JdR), les lignes contiennent les mêmes informations sous des formes différentes selon le public auquel s'adresse le livre. Dans d’autres cas, les livres d’art et le jeu de rôle se complètent (par exemple, Spacecraft et le JdR, bien qu’ils contiennent des éléments réimprimés, mettent l'accent sur des aspects différents du TTA Verse). 
La série originale ayant été écrite dans un avenir assez proche, la chronologie débutait environ neuf ans après la date de publication du premier livre. Lors de l'élaboration de la série révisée, le monde réel était déjà entré dans la période de la série classique. Par conséquent, Morrigan a décidé de décaler la chronologie du TTA Verse de cent ans vers l’avenir, en changeant ainsi le titre de la réimpression de Les vaisseaux de l'espace. 
Les critiques de la nouvelle série ont été tièdes (deux étoiles sur cinq en moyenne sur Amazon.com), des critiques estimant que certaines illustrations avaient été construites à la hâte en 3D et manquaient de détails, et pointant d'évidentes erreurs dans les textes. En outre, le texte avait été considérablement révisé par rapport à la série classique pour faire évoluer des aspects obsolètes de l'historique original. De plus, l'historique révisé fait explicitement référence au climat politique actuel et à l'évolution de la situation, incluant le 11 septembre, la guerre contre le terrorisme et le désenchantement suscité par la politique étrangère des États-Unis. Cela contraste nettement avec l'original, pour lequel le choix avait été fait de prendre ses distances avec les problèmes de la vie réelle. 
La série révisée inclut les livres illustrés suivants : 
- Spacecraft 2100 to 2200 AD (par K. Scott Agnew, Jeff Lilly & Stewart Cowley) (juillet–août 2006)
- Local Space: A Guide to the TTA Universe (novembre 2006)
- Capital Ships of the TTA (mars 2007)
- Aliens of the TTA (2007 ?)

Et en ce qui concerne le JdR : 
- The Terran Trade Authority Roleplaying Game (par K. Scott Agnew & Jeff Lilly)  (octobre 2006)
- Alpha Centauri (février 2007)
- Proxima Centauri (2007)

En 2008, un nouvel accord de licence a été conclu avec Battlefield Press (un autre éditeur de JdR) pour créer un nouveau JdR dans le TTA Verse. Une campagne Kickstarter a été lancée, mais n’a pas réussi à obtenir les 6 000 $ demandés. Il devait avoir deux versions, un système indépendant pour ceux qui souhaitaient un jeu autonome et une version pour Savage Worlds : 
- The Terran Trade Authority Campaign Setting (par Jonathan M. Thompson & Jeff Lilly) (2016).

## Galactic Encounters
Une série de six livres a été écrite par Stewart Cowley sous le pseudonyme Steven Caldwell pour Intercontinental Book Productions (republiée par Crescent Books aux États-Unis). 
La série Galactic Encounters s'inscrivait dans un univers similaire au TTA Verse, comme le montrent de nombreux éléments visuels et noms communs. Elle a été créée en partie à l'aide d'illustrations non retenues pour la série classique. En tant que tels, ils sont considérés comme de moindre qualité et non canoniques par les fans de la série originale, ainsi que par Morrigan Press :   
- Aliens in Space: An illustrated guide to the inhabited Galaxy (1979)
- Star Quest: An incredible voyage into the unknown (1979)
- The Fantastic Planet: A World of Magic and Mystery (1980)
- Dangerous Frontiers: the fight for survival on distant worlds (1980) (Édité sous le titre : Settlers in Space: The fight for survival on distant worlds aux États-Unis)
- Worlds at War: An Illustrated Study of Interplanetary Conflict (1980)
- Space Patrol: The Official Guide to the Galactic Security Force (1980)